# Chaetodus fraternus
Chaetodus fraternus är en skalbaggsart som beskrevs av Martinez 1994. Chaetodus fraternus ingår i släktet Chaetodus och familjen Hybosoridae. Inga underarter finns listade i Catalogue of Life.